# Chanda Legroulx
Chanda Legroulx est une actrice franco-ontarienne qui incarne Billy Jean Caron dans la télésérie Météo+.

## Biographie
Chanda Legroulx complète son baccalaureat en théâtre de L'Université d'Ottawa en 2005.
Toujours en 2005, elle joue ensuite au Théâtre la Catapulte dans la mise en lecture du texte. En 2006-2007, on retrouve Chanda au Théâtre du Trilium.

## Théâtre
- L'Invitation au château
- La Main leste
- Le Langue-à-langue des chiens de roche
- Le Passé antérieur, 2005
- À tu
- À moi
- Exit(s)
- Silence en coulisses!, 2006
- Stock

## Filmographie
Télévision
- 2008 : Météo+ : Billy Jean Caron
- 2012 : Motel Monstre : Sophie
- 2012-2013 : Les Bleus de Ramville : Maureen Berton

Court-métrage
- 2010 : Consensus : Marianne